# Majasari (Bukateja)
Majasari is een bestuurslaag in het regentschap Purbalingga van de provincie Midden-Java, Indonesië. Majasari telt 3525 inwoners (volkstelling 2010).